# Pterostichus longicollis
Pterostichus longicollis är en skalbaggsart som beskrevs av Thomas Casey. I den svenska databasen Dyntaxa används istället namnet Pedius longicollis. Enligt Catalogue of Life ingår Pterostichus longicollis i släktet Pterostichus och familjen jordlöpare, men enligt Dyntaxa är tillhörigheten istället släktet Pedius och familjen jordlöpare. Arten har ej påträffats i Sverige. Inga underarter finns listade i Catalogue of Life.